# Maira claripennis
Maira claripennis là một loài ruồi trong họ Asilidae. Maira claripennis được Le Gouillou miêu tả năm 1842. Loài này phân bố ở miền Australasia.